# Óscar Ruiz
Óscar Ruiz   (Villavicencio, 1 de novembre de 1969) és un exàrbitre de futbol colombià. Ruiz és àrbitre internacional FIFA des de 1995. Ha dirigit partits en grans esdeveniments com Copa del Món 2002 o la Copa del Món 2006. El febrer del 2010 va ser assignat per arbitrar al Mundial 2010. La FIFA va nomenar a Ruiz com a instructor d'àrbitres i membre del programa d'assistència d'àrbitres de la CONMEBOL.